# Brande Buslinier
Brande Buslinier A/S eller Herning Turist er et dansk busselskab med hovedkvarter i Brande.  Brande Buslinier blev etableret af familien Gasbjerg i 1980 og består også af Herning Turist, som virksomheden har ejet siden 2008, samt Mørups Turistfart og Just Turist. Virksomheden har over 300 ansatte og er i dag ejet af Ronny og Rune Gasbjerg.
Herning Turist driver Kombardo Expressen i samarbejde med Molslinjen, som har bustransport mellem Jylland og Sjælland via. Molslinjen. Endvidere har de kontraktkørsel med trafikselskaberne.